# Rationale functie
Een rationale functie is een functie in de vorm van een breuk waarvan zowel de teller als de noemer een polynoom is. Een rationale functie is dus het quotiënt van twee polynomen. Een synoniem is veeltermbreuk.

## Definitie
De functies {\displaystyle n(x)} en {\displaystyle n(x_{1},x_{2},\ldots ,x_{m})} zijn in het volgende zo gedefinieerd, dat niet altijd {\displaystyle n(x)=0} of {\displaystyle n(x_{1},x_{2},\ldots ,x_{m})=0}. {\displaystyle n} komt in de noemer van de te definiëren rationale functies {\displaystyle q(x)} en {\displaystyle q(x_{1},x_{2},\ldots ,x_{m})} voor.
Een rationale functie {\displaystyle q} in een variabele {\displaystyle x} is een functie van de vorm:
{\displaystyle q(x)={\frac {t(x)}{n(x)}}}
waarin zowel {\displaystyle t(x)} als {\displaystyle n(x)} een polynoom in {\displaystyle x} is.
Op soortgelijke manier wordt een rationale functie {\displaystyle q} in n variabelen gedefinieerd als een quotiënt van de vorm:
{\displaystyle q(x_{1},x_{2},\ldots ,x_{m})={t(x_{1},x_{2},\ldots ,x_{m}) \over n(x_{1},x_{2},\ldots ,x_{m})}}
met t en n polynomen in m variabelen. De coëfficiënten van t en n zijn element van een ring R.

## Kruislings vermenigvuldigen
Als twee rationale functies aan elkaar gelijk zijn, dus 
{\displaystyle {t_{1}(x) \over n_{1}(x)}={t_{2}(x) \over n_{2}(x)}}
geldt dat 
{\displaystyle t_{1}(x)\cdot n_{2}(x)=t_{2}(x)\cdot n_{1}(x)}

#### Definities en gebruik
De verzameling van deze breuken over de ring A wordt aangeduid met {\displaystyle A(x)} of {\displaystyle A(x_{1},x_{2},\ldots ,x_{n})}. Ter onderscheid gebruikt men meestal rechte haken voor de veeltermring: {\displaystyle A[x]} of {\displaystyle A[x_{1},x_{2},\ldots ,x_{n}]}
Wanneer bij de rationele functie de noemer een nulpunt heeft dat geen nulpunt is van de teller spreekt men van een verticale asymptoot. Wanneer teller en noemer een gemeenschappelijke nulwaarde hebben, treedt een perforatie op.
Rationale functies komen voor in veel takken van de wiskunde en de techniek: onder andere in regeltechniek, elektrotechniek en informatietechnologie. Dikwijls komen de rationale functies uit een laplacetransformatie of fouriertransformatie van een differentiaalvergelijking voort.
Om een rationale functie te integreren is breuksplitsing daarbij een goed middel.